# Ожина (підрід)
Ожи́на (Rubus, раніше — Eubatus; народні назви виприни, бамбара, бамбера, драпаки, ведмеді) — підрід рослин, поширений майже по всьому світу. Має вигляд чагарників до 3 м заввишки і дає м'які плоди, популярні для виготовлення варення та вина.
Ожина — близько споріднена з малиною, морошкою і малиною пурпуровоплідною (японською), належить до родини розоцвітих. Дикі ягоди кислуваті, тьмяно-чорні з сизим нальотом сидять по кілька плодиків на одному ложі. Культурна ожина неколюча, усипана дуже великими ягодами, на смак варіює від водянистої кислуватої до солодкої.
Ожина — найврожайніша зі всіх напівчагарників, дуже витривала і цінна культура. Водночас систематично недоглянута ожина стає злісним бур'яном, особливо в районах з дерново-підзолистими та лісовими ґрунтами.
І. В. Мічурін з дикої ожини вивів культурну великоплідну. Шляхом відбору сіянців ожини він отримав відомий сорт малини «техас» з дуже великими плодами.

## Лікувальні властивості ожини
Ожина сиза має протизапальні, бактерицидні, заспокійливі, кровоочисні та загальнозміцнювальні властивості. Найчастіше ліки з цієї рослини вживають при порушеннях нервової системи (неврозах, істеріях), склерозі, недокрів'ї, застуді, а також для збільшення статевого потягу.
Ягоди, листки й корінь ожини мають жарознижувальну, потогінну, зміцнювальну й заспокійливу дію.
Листя має антисептичну, в'яжучу, кровоспинну, потогінну, ранозаживляючу дію; корінь — в'яжучу, кровоспинну; сік з кореня — сечогінну дію, а настій листя характеризується закріпляючим моторику кишки ефектом.

## Декоративна роль

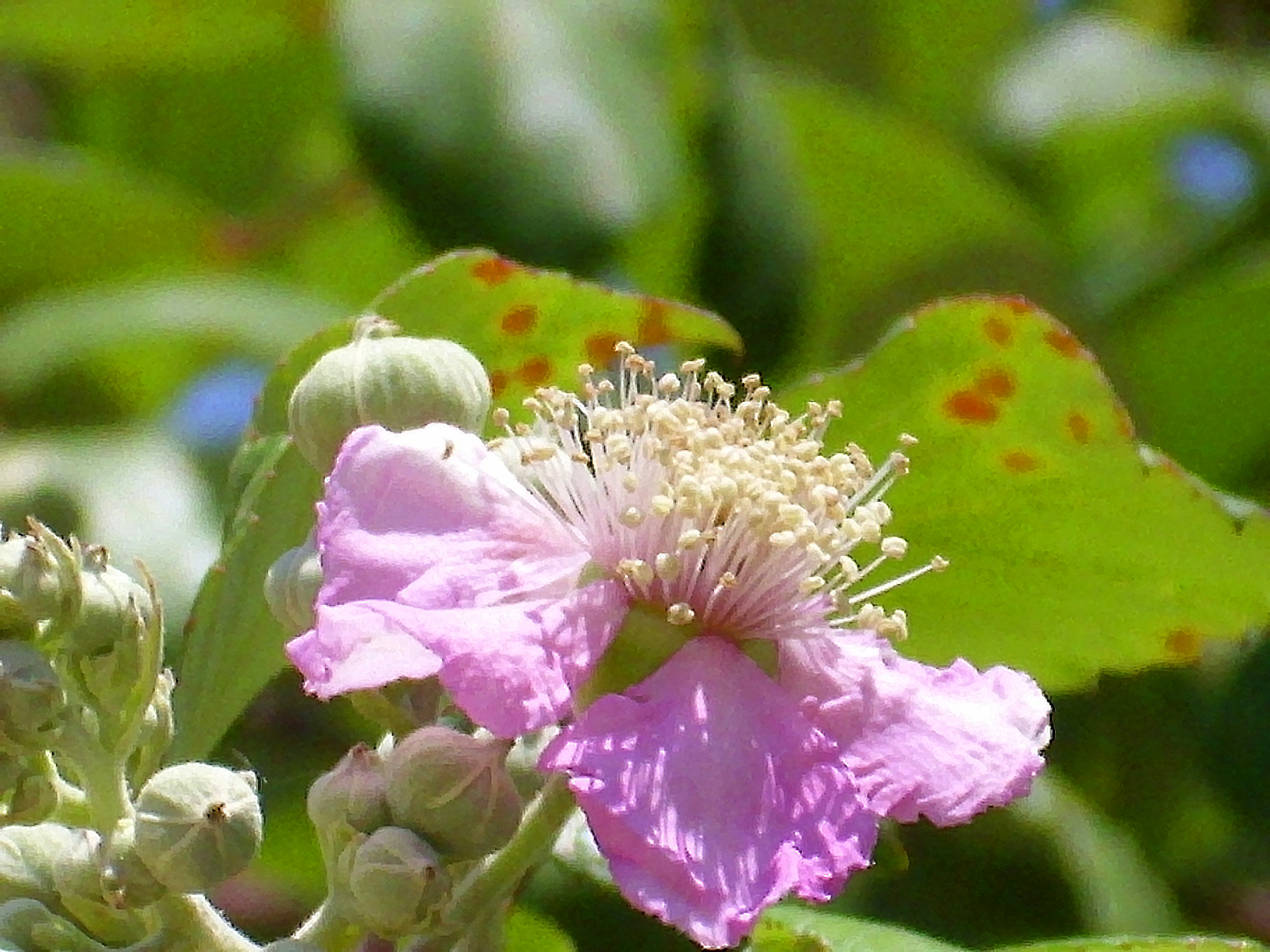
Квітка ожини

Особливо цінувалася у 60–80ті роки у Західній Європі.
У наш час стала міським бур'яном великих європейських міст.
Злісний бур'ян — ожина, яка проросла з ягід культурних рослин. Вона поєднує у собі колючість, швидкість захоплення територій, тіньовитривалість дички і міцність, товщину пагонів, властиву культурним рослинам. У Німеччині, Франції, західній Польщі колишня масова мода на ожинові живоплоти призвела до того, що майже всі залізничні насипи, стіни набережних, промзони, пустирі вкриті кількаметровим шаром ожинових непролазних хащів.
Таке її поширення забезпечується птахами, які поїдають ягоди.

## Ожина в Біблії
Існує думка, що неопалимою купиною, в якій ангел Господній постав перед Мойсеєм, був кущ ожини:
|  | І явився йому Ангел Господній у полум'ї огняному з-посеред тернового куща. І побачив він, що та тернина горить огнем, але не згорає кущ. (Вихід 3:2) |

Ожина стала «символом чистоти» Діви Марії, яка «породила полум'я божественної любові».

## Ожина у фольклорі

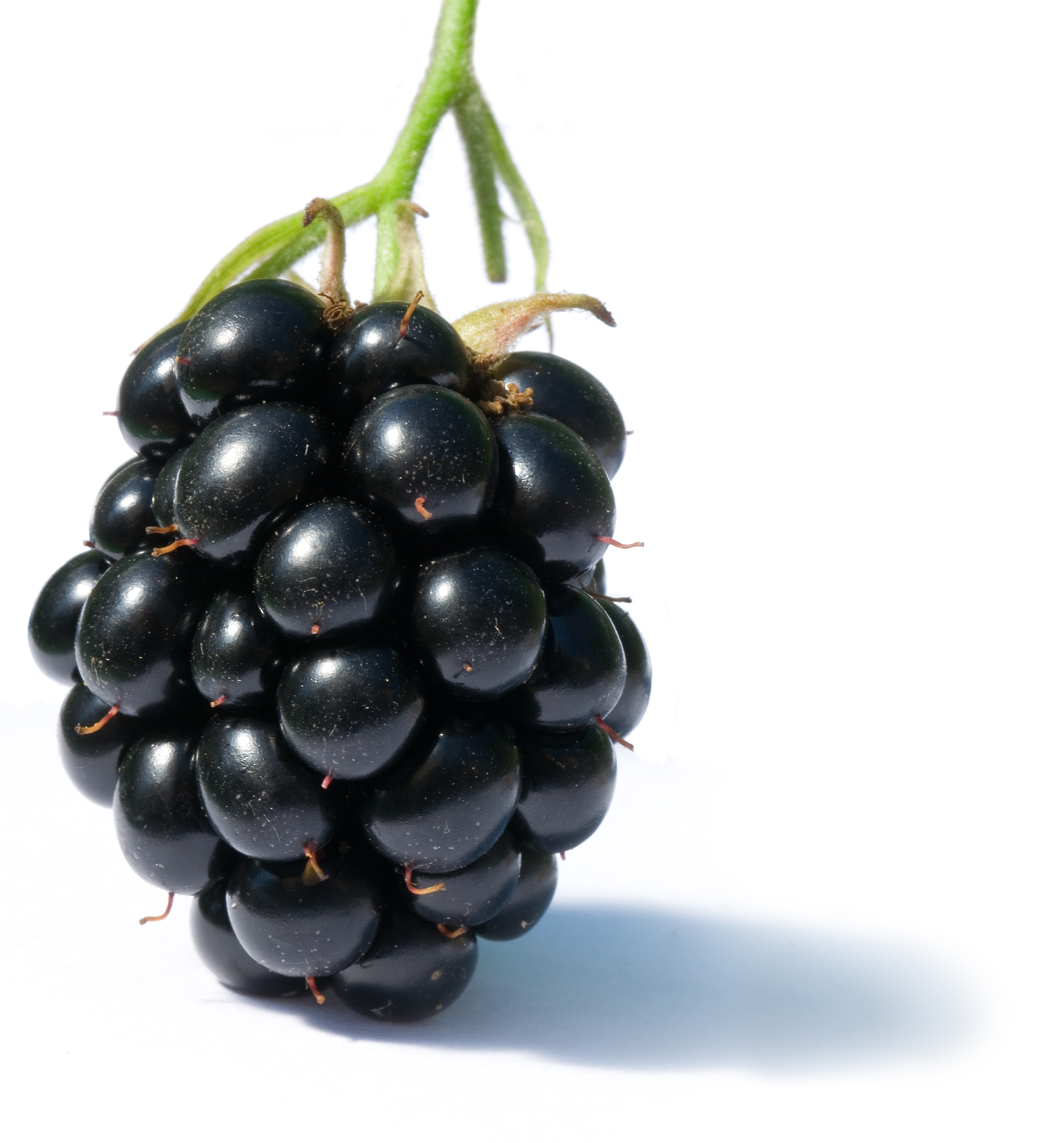
Ягода ожини

В Англії існує повір'я, що збирання ожини після 11 жовтня може принести нещастя. Вважається, що саме цього дня диявол плює на ягоди ожини, тож той, хто їх скуштує, буде осквернений..
За кельтською міфологією ожина використовувалася для налаштування зв'язку з феями. Ожина й виноград уживалися в заклинаннях на багатство, тому є повір'я: якщо покласти на вівтар ці ягоди, багатство примножиться. Можливо, воно пов'язане з тим, як швидко розростаються пагони ожини.
Споживання ожини вважалося магічною дією, яке покращує пам'ять і сприяє зосередженню.

## Вирощування ожини у світі
У багатьох країнах ожину вирощують у промислових масштабах. Лідером з вирощування цієї культури є Північна Америка — понад 65 тис. тонн, з яких у США — 35 тис. тонн. Тут діють селекційні програми, які удосконалюють вже наявні та створюють нові сорти ожини. Європа вирощує 47 тис. тонн ожини, у тому числі Сербія — 27,5 тис. тонн, Угорщина — 13 тис. тонн. Значний обсяг цієї ягоди виробляють в Англії, Румунії, Польщі, Німеччині і Хорватії. В Україні ожина менш поширена у садівництві, проте за останні роки спостерігається позитивна тенденція зацікавленості цією культурою, як садівниками-аматорами, так і приватними підприємцями.